# Torá

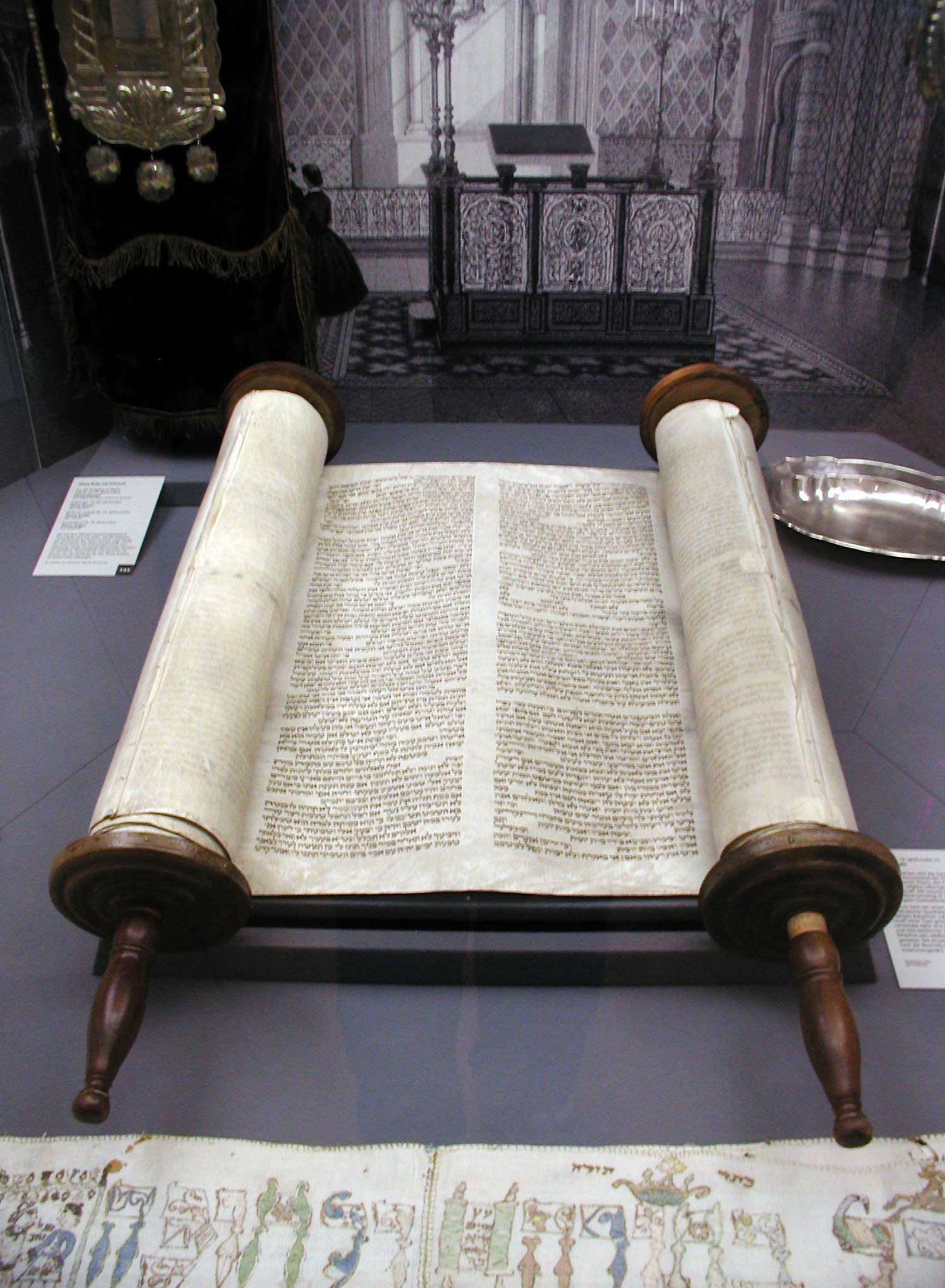
Sefer Torá na Sinagoga de Glockengasse, Colônia

Torá (em hebraico: תּוֹרָה; romaniz.: tōrāh (sefaradita)/ tōruh (asquenaze); lit. instrução, lei, apontamento) é o livro sagrado do judaísmo.

## Conceito
É derivada da palavra em hebraico: ירה; romaniz.: yārāh; ensinar, doutrinar, instruir principalmente em provérbios.
No contexto do Pentateuco, o sentido moderno refere-se a um rolo de pergaminho no qual os cinco livros fundamentais da fé israelita, também a primeira das três divisões do cânon judeu; em hebraico: חמשה חומשי תורה; romaniz.: Hamishá Humashêi; lit. os cinco quintos dos escritos; também podendo referir-se ao corpo inteiro da literatura religiosa judaica, lei e ensinos contidos principalmente na Mishná e no Talmude para o judaísmo rabínico.
Em nenhum outro lugar do Pentateuco, fora Deuteronômio, o termo "torá" se refere a um "documento legal escrito extenso", esse significado parece ser exclusivo. Mesmo Malbim, um comentarista conservador, reconhece que a referência "esta torá" em Deuteronômio 1:5 é ao conjunto de leis que começa no capítulo 12, ou seja, à seção do livro que os estudiosos modernos chamam de código Deuteronômico, e não à toda a Torá, a saber Gênesis-Deuteronômio.
No judaísmo rabínico, apesar da palavra ser usada algumas vezes para se referir a todo o corpo de textos judaicos sagrados (o que, além dos livros do Pentateuco, incluí também o Talmude, o Midrash e as obras da Cabala), sua definição precisa é Chamishá Chumshei Torá.
Já para os israelitas samaritanos, caraítas e cristãos, a Torá, Lei ou Pentateuco é composto por cinco livros, conforme a divisão a seguir.

## Divisão da Torá
As cinco partes que constituem a Torá são nomeadas de acordo com a primeira palavra de seu texto, e são assim chamadas:
- em hebraico: בראשית; romaniz.: Bereshit — No princípio, conhecido pelo público não israelita como Gênesis;
- em hebraico: שמות; romaniz.: Shemot; — Os nomes ou Êxodo;
- em hebraico: ויקרא; romaniz.: Vayikrah; — E chamou ou Levítico;
- em hebraico: במדבר; romaniz.: Bamidbar; — No deserto (ermo) ou Números;
- em hebraico: דברים; romaniz.: Devarim; — Palavras ou Deuteronômio.דברים, Devarim - Palavras ou Deuteronômio.

Geralmente, suas cópias são feitas à mão, em rolos, e dentro de certas regras de composição. Usadas para fins litúrgicos, são conhecidas como Sefer Torá, enquanto suas versões impressas, em livros, são conhecidas como Chumash ou Humash.

## Tradição
Os cinco livros da Torá tratam acerca de Deus e da aliança e suas normas com relação ao povo escolhido para exercer a função de representantes do caminho de Teshuvá. Trata das inúmeras vezes em que o povo vacila e descumpre simples leis de convívio pacifico; peca por falta de sabedoria para com a Mtzvá.

## Conteúdo
Na Torá, se encontra o relato da Criação dos Mundos (os céus) e da nossa Realidade (a Terra) que não visa ser referência científica, mas sim, um pano de fundo para chegar ao foco principal: o relacionamento entre o Ser humano e Deus; um relato de como a psique humana evoluiu no pensamento, na razão da Sua existência à Criação (da Terra; e consecutivamente à nossa realidade material) e que através das histórias dos patriarcas mostra a trajetória do ser humano desde a idolatria, atravessando a monolatria, até por fim chegar ao monoteísmo; também o relato sobrenatural das manifestações do Criador, a fim de, por meios humanos, fazer com que o ser humano entenda os motivos pelo qual a lei de causa e efeito faz parte do Eloim, este que é a reunião de todos os poderes regentes, sejam eles naturais, sobrenaturais, etc., em um só termo. E o mais importante, a promessa messiânica de que haverá num dia a correção definitiva de toda insatisfação, que virá de Yahweh.
«E naquele dia dirás: Agradecer-te-ei, Yahweh; porque, estando tu zangado comigo, a tua ira se desvia, e tu me confortas. Eis que Yahwehé a minha salvação; Eu confiarei e não terei medo; porque Yahweh é a minha força e cântico; e ele se tornou minha salvação.
Por isso, com alegria tirareis água das fontes da salvação. E naquele dia direis: Dai graças a Yahweh, proclama o seu nome, declara os seus feitos entre os povos, faz menção de que o seu nome é exaltado. Cantai a Yahweh; porque ele tem feito gloriosamente; isso é conhecido em toda a terra. Clamai em alta voz e cantai, ó habitante de Sião, porque grande é o Santo de Israel no meio de ti.» (Isaías 12:1-6.) 
Em Bereshit é narrada a criação do mundo e do homem sob o ponto de vista israelita, e segue linearmente até o pacto da Divindade com Abraão. São apresentados os motivos dos sofrimentos do mundo, a constante corrupção do gênero humano e a aliança que a Divindade faz com Abraão e seus filhos, justificados pela sua fé monoteísta, em um mundo que se torna mais idólatra e violento. Nos é apresentada a genealogia dos povos do Oriente Médio, e as histórias dos descendentes de Abraão, até o exílio de Yaakov e de seus doze filhos em Egito.
Em Shemot mostram-se os fatos ocorridos neste exílio, quando os israelitas tornam-se escravos na terra de Egito, a Divindade se manifesta a um israelita-egípcio, Moisés, e o utiliza como líder para libertação dos israelitas, que pretendem tomar Canaã como a terra prometida aos seus ancestrais. Após eventos miraculosos, os israelitas fogem para o deserto, e recebem a Torá dada por Yahweh. Aqui são narrados os primeiros mandamentos para Israel enquanto povo (antes a Bíblia menciona que eram seguidos mandamentos tribais), e mostra as primeiras revoltas do povo israelita contra a liderança de Moisés e as condições da peregrinação.
Em Vayikrah são apresentados os aspectos mais básicos do oferecimento dos korbanot, das regras de cashrut e a sistematização do ministério sacerdotal.
Em Bamidbar continuam-se as narrações da saga dos israelitas no deserto, as revoltas do povo no deserto e a condenação da Divindade à peregrinação de quarenta anos no deserto.
Em Devarim estão compilados os últimos discursos de Moisés antes de sua morte e da entrada na Terra de Israel.

## O Decálogo
1. Temerás ao teu Deus, o deus de Abrão, Isaque e Jacó.
2. Não haverá outros deuses diante da minha face.
3. Não usará o Nome de Yahweh falsamente.
4. Lembra do dia da cessação, posteriormente à Guarda do Shabat.
5. Honra Teu pai e Tua mãe.
6. Não assassinarás.
7. Não adulterarás.
8. Não roubarás.
9. Não testemunharás falsamente e levianamente.
10. Não cobiçaras nem mesmo a mulher do próximo.

### Origem
Apesar de o Pentateuco ser anônimo, há o consenso que esta obra começou a ser vertida em forma escrita a partir dos meados do 1o milênio, levando alguns séculos para atingir sua atual forma canônica.
Entre os documentos mais antigos que compõe o Pentateuco está Deuteronômio 12-26. Este livro teria sido encontrado no templo por ocasião de reformas proporcionadas pelo rei de Judá Josias (640-609 a.C). A partir dele, várias redações e tradições paralelas (como a registrada nas redações Jovista e Eloísta) coexistiram até ficar pronta a versão canônica após o exílio (por volta de 450-400 a.C.).
Alguns críticos acadêmicos (os "Minimalistas Bíblicos") insistem que o Torá por inteiro mostra evidências de sua construção composta após 583 a.C., talvez com material proveniente de uma tradição oral anterior, como se fosse uma "prequela" dos livros proféticos.
Outras pessoas, como o arqueologista Israel Finkelstein, tendem a sugerir que uma porção substancial do Pentateuco seja uma obra do século VII a.C., projetado para promover as ambições dinásticas do Rei Josias de Judá. O Livro dos Reis do século VI a.C. conta a redescoberta de um antigo livro pelo Rei Josias, que seria a parte mais antiga da Torá, em torno do qual os escribas de Josias teriam fabricado o texto restante:
Então disse o sumo sacerdote Hilquias ao escrivão Safã: Achei o livro da lei na casa do SENHOR. E Hilquias deu o livro a Safã, e ele o leu. (II Reis 22:8 ACF) Sob o comando de Josias, haveria então pela primeira vez um estado de Judá unificado, centralizado em torno da adoração de Yahweh com sede no Templo de Jerusalém, com textos retratando o Rei Josias como sucessor legítimo do lendário Rei Davi e então o governante de Judá por direito. De acordo com esta interpretação, países vizinhos que mantinham muitos registros escritos, como o Egito, Pérsia, etc., não têm quaisquer escritos sobre as histórias da Bíblia ou seus personagens principais antes de 650 a.C., e o registro arquelógico de Israel antes de Josias não suporta a existência de um estado unificado no tempo de Davi. Tais afirmações são detalhadas em Who Were the Early Israelites?, de William G. Dever. Outro livro desse tipo é The Bible Unearthed, por Neil A. Silberman e Israel Finkelstein.
Uma corrente tradicional de estudiosos (os Maximalistas Bíblicos) assumem que várias porções do Pentateuco (geralmente, o autor J) são do período da Monarquia Unificada, no século X a.C., que dataria o Deuteronômio e a história Deuteronômica ao tempo do Rei Josias, e que a forma final da Torá foi devida a um redator em tempos de exílio e pós-exílio (século VI a.C.). Essa visão é baseada no conto do achado do "livro da lei" em II Reis 22:8, que corresponderia ao núcleo do Deuteronômio, e as partes restantes da Torá teriam sido compostas para alimentar um pano de fundo, de contos tradicionais ao texto redescoberto.
Irrespectiva de qual teoria de composição, eruditos como Erhard Blum e Joseph Blenkinsopp, postulam que o governo persa decidiu conceder autonomia política a Judá, mas precisava estabelecer uma única “constituição” para governá-lo. Sob dos persas, o Pentateuco tornou-se o código oficial da lei para os judeus, tanto os que viviam na Palestina quanto na Diáspora. Contudo, as discrepâncias na descrição de Esdras e Neemias do feriado de Sucot indicam que a versão final ocorreu nas fases finais dos persas ou em algum momento no início do período helenístico. O autor de Neemias segue tradições semelhantes às expressas em Levítico, mas parece não ter conhecimento das tradições de Números e Deuteronômio. O inverso é verdadeiro para o autor de Esdras 3, que desconhece Números e Deuteronômios, mas conhece Levítico. Por fim, os judeus de Elefantina até o ano 404 a.C. praticavam o culto a YHWH (inclusive com sacrifícios e a celebração da páscoa), conheciam alguns salmos, mas não o Pentateuco, indicando que a tradição oral não tinha sido totalmente fixada em texto.

## Recepção judaica
A Torá recebe seu título de seu conteúdo, o próprio nome conotando "doutrina". Os judeus helenistas, no entanto, traduzido por νόμος = "lei", de onde veio o termo "livro de direito; isso deu origem à impressão errônea de que a religião judaica é puramente nomista, de modo que ainda é frequentemente designada como a religião da lei. A Torá contém ensinamentos e leis, mesmo as últimas sendo apresentadas de forma ética e contidas em narrativas históricas de caráter ético.
A recepção teológica judaica tradicionalista antiga defende que a Torá existe desde antes da criação do mundo e foi usada como um plano mestre do Criador para com o mundo, humanidade e principalmente com o povo israelita. No entanto, a Torá como conhecemos teria sido entregue por Yahweh a Moisés, quando o povo de Israel, após sair do cativeiro em Egito, peregrinou em direção à terra de Canaã. As histórias dos patriarcas, aliados ao conjunto de leis culturais, sociais, políticas e religiosas serviram para imprimir sobre o povo um sentido de nação e de separação de outras nações do mundo.
De acordo com a tradição israelita, Moisés é o autor da Torá, e até mesmo a parte que discorre sobre sua morte (Devarim Deuteronômio 32:50-52) teria sido fruto de uma visão antecipada dada por Yahweh.

#### Estudo da Torá
O mais alto ideal de jovens e velhos e de pequenos e grandes era o estudo da Lei, formando assim uma base para aquela indomável ansiedade do povo judeu pela educação e aquela sede insaciável de conhecimento que ainda os caracteriza. "Como a criança deve satisfazer sua fome dia após dia, o homem adulto deve se ocupar com a Torá a cada hora."
A mishná; Incorporada na oração diária declara que o estudo da Lei transcende todas as coisas, sendo maior que o resgate da vida humana, do que a construção do Templo, e que a honra do pai e da mãe. É mais valioso do que a oferta de sacrifício diário; um único dia dedicado à Torá supera 1.000 sacrifícios; enquanto a fábula do Peixe e da Raposa, na qual este último tenta atrair o primeiro para a terra seca, declara que Israel pode viver apenas na Lei, pois o peixe só pode viver no oceano. Quem se separa da Torá morre imediatamente; pois o fogo o consome e ele cai no inferno; enquanto Deus chora sobre alguém que poderia ter ocupado a si mesmo, mas negligenciado fazê-lo. O estudo deve ser altruísta: "Deve-se estudar a Torá com autonegação, mesmo com o sacrifício da própria vida; e na mesma hora antes da morte deve-se dedicar-se a esse dever." "Quem usa a coroa da Torá será destruído." Todos, mesmo os leprosos e impuros, eram obrigados a estudar a Lei, enquanto era dever de cada um ler a lição semanal inteira duas vezes; e a bênção mais antiga era aquela falada sobre a Torá. O poder profilático também é atribuído a ele: ele dá proteção contra o sofrimento, contra a doença, contra a opressão no tempo messiânico; para que se possa dizer que "a Torá protege todo o mundo." As seguintes frases podem ser citadas como particularmente instrutivas a esse respeito: "Um gentio que estuda a Torá é tão grande quanto o sumo sacerdote." "A prática de todas as leis do Pentateuco vale menos que o estudo das escrituras dela," Uma refutação conclusiva da visão atual do Nomismo da fé judaica. Depois dessas citações, torna-se prontamente inteligível que, de acordo com a visão talmúdica, "o próprio Deus se senta e estuda a Torá." As leituras da Torá são uma parte importante da maioria das cerimônias religiosas do Judaísmo. Na sinagoga, os pergaminhos nos quais esses livros estão escritos são respeitosamente guardados dentro de um compartimento especial, de frente para Jerusalém, chamado Arón haKodesh (literalmente 'Baú Sagrado', embora não seja sagrado em si, mas pelo que contém). Na presença de um rolo da Torá, os judeus do sexo masculino devem usar a cabeça coberta.
Os rolos da Torá são trazidos para leitura. A leitura pública da Torá segue uma entonação e dicção extremamente complexas e ritualmente prescritas; Por este motivo, é normalmente executado por um cantor profissional ou chazán, embora todos os homens judeus maiores de idade tenham o direito de fazê-lo. Depois de lido, o pergaminho é guardado com reverência novamente. A leitura semanal da Torá é chamada de parsha hashavua - seção da semana - ou cidra, e cobre todo o Pentateuco subdividido em tantas semanas quantas no ano judaico. Todos os membros do Povo de Israel estudam o mesmo setor na mesma semana, o que deve gerar um clima de união e carinho entre os adeptos da religião judaica.

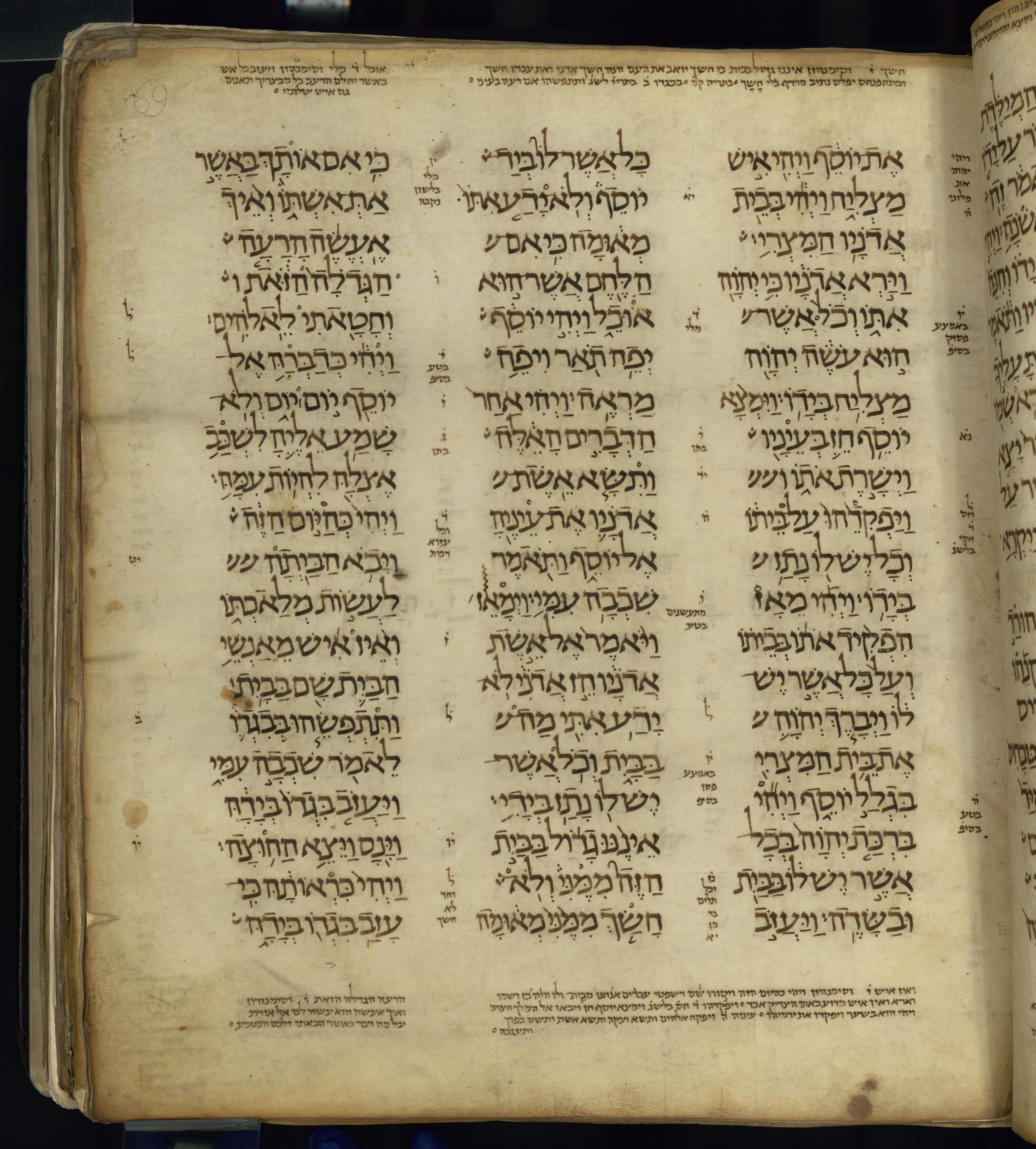
damascus_Pentateuch Ms. Heb. 24°5702 da biblioteca nacional de Israel

#### Meditação semanal dos textos da Torá
A Torá, para os israelitas, ou Pentateuco, para os Cristãos Protestantes e Católicos, constitui-se em apenas cinco livros. Contudo, a divisão em versículo de São Jerônimo não costumava ser utilizada pelos judeus até meados do século XVII. Atualmente, as edições impressas (mesmo em hebraico) comumente utilizam a divisão em versículos para uma maior comodidade entre estudiosos e especialistas.
Para os judeus, a Torá também possui uma divisão semanal, conhecida como parashá, de Bereshit a Devarim, resultando em 54 parashiót, uma para cada semana do ano segundo o calendário judaico.
A primeira delas é Bereshit (No princípio). Bereshit 1,1-6,8. O que compreende as seguintes subpartes: "A humanidade, ponto alto da criação" (Bereshit 1,1-2,4a); "A humanidade é o centro da criação" (Bereshit 2,4b-25); "A origem do mal" (Bereshit 3,1-?); "O rompimento da fraternidade" (Bereshit ?); "Progresso e violência" (Bereshit ?); "A salvação presente na história" (Bereshit ?); e "O auge da corrupção" (Bereshit ?).
A segunda semana medita-se Noach. Bereshit 6,9-12,1. E assim por diante, até chegar na última parashá, chamada Vezot habrachá (E esta é a benção).

## História da transmissão da  Torá

#### Divisão Quinária
De acordo com os críticos bíblicos, a Torá constitui em sua forma canônica uma única obra, que é representada, até hoje, pelo Pergaminho da Lei; nem a história sabe de nenhum outro rolo da Torá.
A divisão quíntupla do Pentateuco deveu-se a causas puramente externas e não a uma diversidade de conteúdo; pois em volume a Torá forma mais de um quarto de todos os livros da Bíblia e contém, em números redondos. A divisão da Torá em cinco livros remonta da edição grega, a Septuaginta. Uma obra desse tamanho excedia em muito o tamanho normal de um pergaminho individual entre os judeus; e a Torá, consequentemente, tornou-se um Pentateuco, sendo assim análoga aos poemas homéricos, que originalmente formavam um único épico, mas que depois foram divididos em vinte e quatro partes cada.

#### Divisão em seções
Como eles, além disso, o Pentateuco foi dividido de acordo com o sentido e com um admirável conhecimento do assunto, enquanto subdivisões também foram feitas nas chamadas "abertas e fechadas" parashiot, "cuja inter-relação exata ainda não está clara.
Há em todas as 669 seções, 290 abertas e 379 fechadas. Outra classe de parashiot divide as lições semanais, agora chamadas de sidrot, em sete partes. A Torá também cai, com base nas lições do sábado, em 54 sidrot, de acordo com o ciclo anual, em 155, de acordo com o ciclo trienal.
A antiga divisão, que agora é usada quase que universalmente, é a babilônica; e o último, que foi recentemente introduzido em algumas congregações reformistas, é o palestino. A última classe de sidrot, contudo, não tem marcas externas de divisão nos rolos da sinagoga; enquanto as divisões no primeiro, como o parashiot, são indicadas por espaços em branco de comprimento variável. Isto provavelmente implica uma maior antiguidade para as seções que são assim designadas, embora as divisões em 5.845 versos, que parecem ainda mais antigas, não tenham marcas externas.
O sistema de capítulos foi introduzido nas edições da Bíblia hebraica, portanto, na Torá, da Vulgata. Este modo de divisão não é conhecido pela Massorá, embora tenha sido incorporado nas últimas notas massoréticas, para livros individuais do Pentateuco. É dado em edições modernas da Bíblia hebraica simplesmente com base nas edições estereotipadas da Sociedade Bíblica Inglesa, que seguiam exemplos anteriores.Hoje a maior parte dos estudiosos do Criticismo Superior concordam que Moisés não é o autor do texto que possuímos, mas sim que se trate de uma compilação posterior, enquanto os estudiosos do Criticismo Inferior acreditam que o texto foi escrito pelo próprio Moisés, incluindo as partes que falam sobre sua morte.  O cristianismo baseado na tradução grega Septuaginta também conhece a Torá como Pentateuco, que constitui os cinco primeiros livros da Bíblia cristã.
Outros estudiosos, de fora do judaísmo tradicional, defendem que, ainda que a essência da Torá tenha sido trazida por Moisés, a compilação do texto final foi executada por outras pessoas. Este problema surge devido ao fato de existirem leis e fatos repetidos, narração de fatos que não poderiam ter sido escritos na época em que foram escritos e incoerência entre os eventos, que mostra a Torá como sendo fruto de fusões e adaptações de diversas fontes de tradição.[carece de fontes?] A Torá seria o resultado de uma evolução gradual da religião israelita.
A primeira tentativa de sistematizar o estudo do desenvolvimento da Torá surgiu com o teólogo e médico francês Jean Astruc. Ele é o pioneiro no desenvolvimento da teoria que a Torá é constituída por três fontes básicas, denominadas javista, eloísta e código sacerdotal, e mais outras fontes além destas três. Deve-se enfatizar que, quando se fala destas fontes, não se refere a autores isolados, mas sim a escolas literárias.
Um estudo sobre a história do antigo povo de Israel mostra que, apesar de tudo, não havia uma unidade de doutrina e desconhecia-se uma lei escrita até os dias de Josias. As fontes javista e eloísta teriam sua forma plenamente desenvolvida no período dos reinos divididos entre Judá e Israel (onde surgiria também a versão conhecida como Pentateuco Samaritano). O livro de Devarim só viria a surgir no reinado de Josias(621 a.C.). A Torá como conhecemos viria a ser terminada nos tempos de Esdras, onde as diversas versões seriam finalmente fundidas. Vemos então o início de práticas que eram desconhecidas da maioria dos antigos israelitas, e que só seriam aceitas como mandamentos na época do Segundo Templo como a Brit milá, Pessach e Sucót por exemplo.

#### Traduções e versões
Por volta do século III a.C., o texto de Tanakh foi traduzido para o grego para uso das comunidades judaicas que residiam nas colônias gregas do Mediterrâneo. A versão resultante, conhecida como Septuaginta, contém variações e acréscimos importantes do texto canônico da versão hebraica. De acordo com a tradição crítica, isso ocorre porque a Septuaginta vem de um cânone textual diferente e anterior daquele compilado pelos massoretas para produzir a versão hebraica. Apesar de ser a versão de uso comum na igreja de sua época, e endossada por antigos pais da igreja, incluindo Agostinho de Hipona, Jerônimo de Estridon não usou a Septuaginta para compor a Vulgata Latina, o texto canônico da religião católica, optando pelo uso de texto em hebraico da família do qual emergiu o Texto Massorético.
Nas comunidades judaicas de Israel e da Babilônia, o texto do Tanakh foi traduzido para o aramaico, a língua cotidiana dos israelitas, para fins de estudo e comentários. As versões aramaicas da Torá são conhecidas como targumim; o mais conhecido é o targum de Onkelos, o prosélito, escrito na comunidade da Babilônia, ainda usado para o estudo e solução de questões etimológicas. Há também um targum de Jerusalém (targum Ierushalmi), compilado em Israel. Os targumim contêm numerosos comentários e glosas, além da tradução do texto bíblico.
Por volta do ano 500 d.C., iniciou-se uma padronização que resultou no texto chamado de massorético. Foi vocalizado o texto com dois sistemas criados (um da Palestina e outro da Babilônia) e padronizado diversas variantes e leituras possíveis. O texto massorético teve influência da Septuaginta em adotar algumas divisões de livros (inclusive a divisão da Torá em cinco livros) e algumas leituras e vocalizações.

## Biografia
- Bacher, Ag. Tan.;
- idem, Ag. Pal. Amor. Index, s.v. Tora and Studium der Lehre;
- Baumgartner, Les Etudes Isagogiques chez les Juifs, Geneva, 1886;
- Blau, Zur Einleitung in die Heilige Schrift, Strasburg, 1894;
- idem, Studien zum Althebräischen Buchwesen und zur Biblischen Litteraturgeschichte, Strasburg, 1902;
- Büchler, The Triennial Reading of the Law and Prophets, in J. Q. R. vi. 1-73;
- Eisenstadt, Ueber Bibelkritik in der Talmudischen Litteratur, Frankfort-on-the-Main, 1894;
- Förster, Das Mosaische Strafrecht in Seiner Geschichtlichen Entwickelung, Leipsic, 1900;
- Hamburger, R. B. T. supplementary vol. iii. 60-75;
- Hastings, Dict. Bible, iii. 64-73;
- Jew. Encyc. vii. 633-638;
- Michaelis-Saalschütz, Mosaisches Recht, Berlin, 1842-46;
- Herzog-Hauck, Real-Encyc. xiii. 486-502;
- Weber, Jüdische Theologie, pp. 14–34, and Index, Leipsic, 1897;
- Winer, B. R. 3d ed., i. 415-422.
- For the criticism of the Torah compare the text-books of the history of Judaism and of Old Testament theology. See also Pentateuch.